# Mrgashen
Mrgashen är en ort i Armenien.   Den ligger i provinsen Kotajk, i den centrala delen av landet, 12 kilometer norr om huvudstaden Jerevan. Mrgashen ligger 1 329 meter över havet och antalet invånare är 1 623.
Terrängen runt Mrgashen är kuperad österut, men västerut är den platt. Runt Mrgashen är det mycket tätbefolkat, med 4 343 invånare per kvadratkilometer.. Närmaste större samhälle är Jerevan, 11,8 kilometer söder om Mrgashen. 
Trakten runt Mrgashen består i huvudsak av gräsmarker.